# Richard Fürst

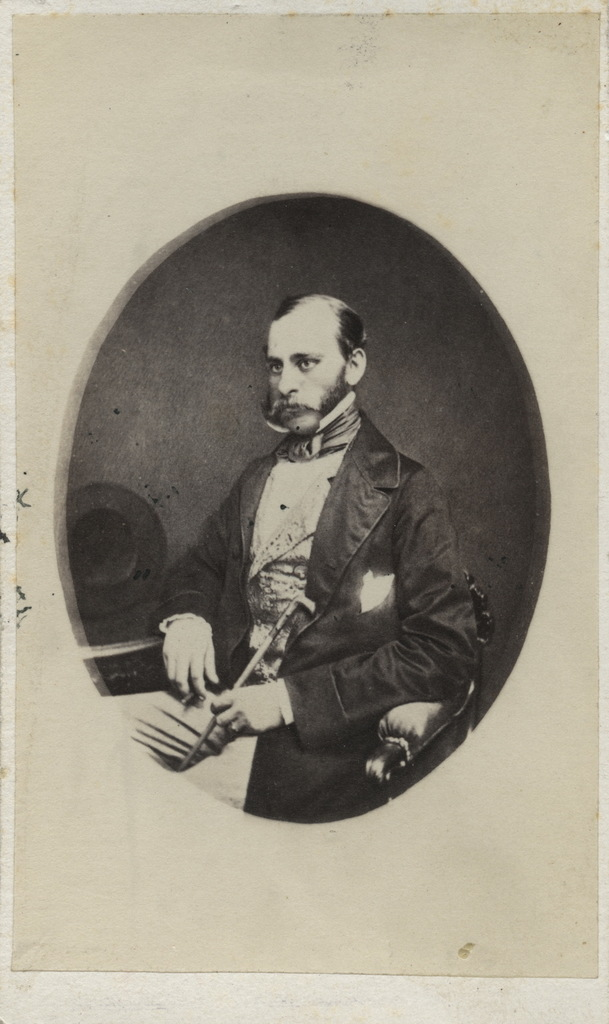
Richard Fürst

Richard Fürst, född 1 augusti 1827 i Karlskrona, död 1 juni 1855 i Karlskrona, var en svensk kammarskrivare och porträttmålare; bror till bland andra Carl Absalon och Manfred Fürst. 
Han var son till överfältläkaren Carl Johan Fürst och Hanna Sjöborg. Fürst avlade studentexamen i Lund 1844 och kameralexamen 1845, därefter arbetade han som kammarskrivare vid flottan. Vid sidan av sitt arbete var han verksam som konstnär, han räknades som en skicklig porträttmålare. Han har efterlämnat några kulturhistoriskt intressanta teckningar rörande flottans historia bland annat Sjömansleken Jakob var är du? och en gatuscen som publicerades i Svenska flottans historia band III.